# Penicillaria aureiplaga
Penicillaria aureiplaga är en fjärilsart som beskrevs av Bethune-Baker 1906. Penicillaria aureiplaga ingår i släktet Penicillaria och familjen nattflyn. Inga underarter finns listade i Catalogue of Life.